# Tomoyuki Katabira
Tomoyuki Katabira (帷 智行 Katabira Tomoyuki?, nacido el 10 de noviembre de 1993 en Hyogo) es un exfutbolista japonés. Jugaba de defensa y su único club fue el YSCC Yokohama de Japón.

## Trayectoria

### Clubes
| Club          | País  | Año  |
| ------------- | ----- | ---- |
| YSCC Yokohama | Japón | 2016 |

## Estadística de carrera

### J. League
| Club          | Año   | J. League | J. League | Copa J. League | Copa J. League | Total | Total |
| Club          | Año   | Part.     | Goles     | Part.          | Goles          | Part. | Goles |
| ------------- | ----- | --------- | --------- | -------------- | -------------- | ----- | ----- |
| YSCC Yokohama | 2016  | 6         | 0         | -              | -              | 6     | 0     |
| Total         | Total | 6         | 0         | 0              | 0              | 6     | 0     |